# Aardmagnetisch veld

Het geomagnetisch dipoolveld staat met zijn as 9,6° gekanteld ten opzichte van de aardas.

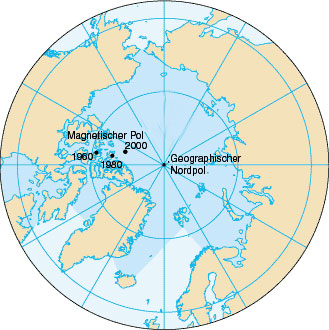
Verplaatsing van de magnetische noordpool tussen 1960 en 2000.

Het aardmagnetisch veld (ook wel aardmagneetveld) is het magnetisch veld dat de Aarde omringt. Het aardmagnetisch veld ontstaat doordat een vloeibaar mengsel van gesmolten ijzer en nikkel in de buitenkern van de aarde, om de binnenkern heen beweegt, die bestaat uit een vast mengsel van eveneens ijzer en nikkel. Deze beweging is het gevolg van de draaiing van de aarde om zijn as. 
Het magneetveld beschermt de planeet tegen de ioniserende straling van de zonnewind. De invloedzone van het aardmagnetisch veld, die vele duizenden kilometers ver in de ruimte reikt, wordt de magnetosfeer genoemd. Het aardmagnetisch veld wordt zwakker met toenemende afstand van de Aarde.
In het zonnestelsel hebben, naast de Aarde, alleen Mercurius, de 'gasreuzen' Jupiter, Saturnus, de 'ijsreuzen' Uranus, Neptunus en een van Jupiters manen Ganymedes een zelf-gegenereerd magnetisch veld. Onder de terrestrische ("aardachtige") planeten en alle manen van het zonnestelsel zijn de Aarde, Mercurius en Jupiters maan Ganymedes dus de drie uitzonderingen.
Het aardmagnetisch veld is de basis voor de werking van het kompas, een belangrijk navigatie-middel voor de zeevaart. Magnetische metingen zijn ook van nut bij geofysische exploratie en zijn verder belangrijk voor de scheepvaart, ruimtevaart en de geodesie.

## Eigenschappen

### Vorm
Aan het aardoppervlak is het aardmagnetisch veld grofweg te beschrijven als een dipoolveld, met een magnetische zuidpool in het noorden en een magnetische noordpool in het zuiden. Deze benadering van het aardmagnetische veld wordt het geomagnetisch dipoolveld genoemd. In werkelijkheid is er een afwijking, tussen het best passende dipolaire magnetische veld door de Aarde en het werkelijke veld. De plek waar de magnetische veldlijnen verticaal uit het aardoppervlak lopen, worden de magnetische polen genoemd. Op de plek waar dit bij de best passende dipool zou gebeuren, worden ze de geomagnetische polen genoemd. Hoe dichter men de evenaar nadert, hoe kleiner de hoek wordt tussen de veldlijnen en het aardoppervlak.
De magnetische veldlijnen schieten op het zuidelijk halfrond uit het oppervlak om op het noordelijk halfrond de Aarde weer te bereiken. Dit betekent dat de magnetische zuidpool zich bij de geografische noordpool – de pool op de denkbeeldige rotatieas – bevindt en niet bij de geografische zuidpool. De naald die het noorden op een kompas aangeeft, wijst naar de magnetische zuidpool (en dus ruwweg naar het geografische noorden). Verwarrend genoeg noemt men de magnetische zuidpool echter de geomagnetische noordpool. Op dezelfde manier wordt de magnetische noordpool de geomagnetische zuidpool genoemd.
De posities van de geomagnetische polen vallen ook niet geheel samen met de geografische polen. De hoek tussen de aardas en de as van de geomagnetische dipool bedraagt ongeveer 9,6°. De positie van de magnetische polen verandert langzaam en daarmee verandert de richting en sterkte van het magnetisch veld ook. De magnetische zuidpool bevindt zich op het moment in het noorden van Canada en "wandelt" elke dag ongeveer 90 meter naar het westen, richting Siberië. De magnetische noord- en zuidpolen bewegen onafhankelijk van elkaar. Op het moment is de magnetische noordpool verder van de geografische zuidpool verwijderd dan de magnetische zuidpool van de geografische noordpool.

Wereldkaart van de magnetische declinatie van 1590 tot 1990.

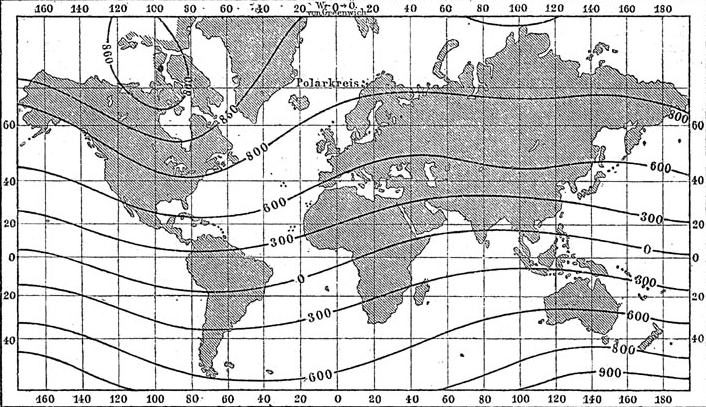
Wereldkaart van de magnetische inclinatie in het jaar 1860.

De hoek tussen de richting van het geografische noorden en een kompasnaald wordt magnetische declinatie genoemd. Isogonen zijn de lijnen die de punten op het aardoppervlak met gelijke magnetische declinatie verbinden. De agoon is de lijn die de punten verbindt waar de declinatie nul is.
De hoek van het aardmagnetisch veld en het aardoppervlak heet inclinatie. Op hogere breedtegraden is de verticale component van het magnetisch veld groter dan de horizontale. Op het noordelijk halfrond zal een kompasnaald daarom de neiging hebben naar onderen willen wijzen, op het zuidelijk naar boven. Door een kompas met een (lichte) naald verticaal te houden kan de inclinatie gemeten worden; in Nederland en België is deze ongeveer 60°. Op de magnetische polen is dat 90°, nabij de evenaar gaat dit naar 0°.
De vergelijking van het aardmagnetisch veld met een grote dipoolmagneet is redelijk accuraat aan het aardoppervlak, maar in het binnenste van de Aarde is die benadering minder goed. In de aardmantel is een multipoolveld nodig voor een betere benadering: het International Geomagnetic Reference Field (IGRF).

### Veldsterkte
De sterkte van een magnetisch veld wordt gemeten met de magnetische fluxdichtheid {\displaystyle {\vec {B}}} van het veld, die wordt uitgedrukt in tesla (T), een afgeleide SI-eenheid. Vroeger werd de inmiddels verouderde eenheid gauss (G) gebruikt (1 G = 10−4 T). Aan de evenaar bedraagt de fluxdichtheid aan het oppervlak 3,1 × 10−5 T, aan de polen ongeveer 6,0 × 10−5 T. In Midden-Europa is dit ongeveer 4,8 × 10−5 T, de horizontale component is daarbij 2,0 × 10−5 T, de verticale component 4,4 × 10−5 T groot. Binnenin de Aarde is de magnetische fluxdichtheid ongeveer honderd keer zo groot.
De magnetische veldsterkte {\displaystyle {\vec {H}}}, die hier vaak mee verward wordt, wordt gemeten in ampère per meter. De relatie tussen de twee eenheden wordt gegeven door de magnetische permeabiliteit:
{\displaystyle {\vec {B}}=\mu \cdot {\vec {H}}}
Waarbij:
{\displaystyle {\vec {B}}} de magnetische fluxdichtheid;
{\displaystyle {\vec {H}}} de magnetische veldsterkte; en
{\displaystyle \mu } de magnetische permeabiliteit is.
Deze lineaire relatie geldt echter alleen in vacuüm en in gassen vormt de relatie ook een redelijke benadering. Echter, in vaste materie –zoals binnenin de Aarde– kan de relatie non-lineair en anisotroop zijn, waardoor in de Aarde de vergelijking met een dipolair magnetisch veld niet meer opgaat.

### Variaties en afwijkingen
Door verschillen in magnetische permeabiliteit tussen verschillende gesteenten in de aardkorst treden kleine lokale afwijkingen (magnetische anomalieën) in het aardmagnetisch veld op. Zulke magnetische afwijkingen kunnen worden gevormd door in de ondergrond aanwezige ijzeren artefacten of stenen structuren zoals oude funderingen. In de archeologie worden soms met een magnetometer kleine variaties in kaart gebracht bij het zoeken naar restanten van menselijke nederzettingen.
Grotere variaties (magnetische anomalieën) komen ook voor. Het bekendste voorbeeld is de Zuid-Atlantische Anomalie, waarvan de oorzaak diep in de Aarde gezocht moet worden. De magnetische anomalie van Koersk in het zuiden van Europees Rusland is een voorbeeld van een magnetische anomalie die door een structuur in de aardkorst veroorzaakt wordt. In dit geval bevindt zich abnormaal veel ijzererts in de ondergrond die het magnetisch veld beïnvloedt.

## Veranderingen van het aardmagnetisch veld

### Tijdelijke fluctuaties
De elektrische invloed van bijvoorbeeld bliksem kan lokaal zorgen voor een verandering van het magnetisch veld. Er is tijdens onweer veel meer elektrische spanning in de atmosfeer. Het elektrische veld versterkt daarbij het aardmagnetisch veld tijdelijk en plaatselijk.

### Langzame verandering
Door wervelingen in het binnenste van de Aarde treedt een langzame verandering op van het aardmagnetisch veld. Hoewel op de lange termijn niet voorspeld kan worden hoe de magnetische declinatie –ook wel variatie genoemd– verandert, kan dit wel voor enkele jaren. Declinatiekaarten worden bijvoorbeeld door de British Admiralty om de vijf jaar uitgegeven.

Magnetische veldlijnen in de ruimte worden vervormd door de invloed van de zonnewind op het aardmagnetisch veld.

### Magnetische stormen
In de bovenste delen van de aardatmosfeer wordt de zonnewind –de van de Zon afkomende stroom geïoniseerde deeltjes– afgebogen. Tegelijkertijd wordt het veld zelf sterk vervormd door de botsing met de zonnewind. De plek waar de botsing tussen de zonnewind en het aardmagnetisch veld plaatsvindt wordt de magnetopauze genoemd, de zone binnen de magnetopauze is de magnetosfeer.
Aan de schaduwzijde van de Aarde ontstaat een staart van plasma. Magnetische stormen, die ontstaan door zonne-erupties waardoor de zonnewind tijdelijk sterker wordt, kunnen de magnetische veldsterkte tijdelijk beïnvloeden (in de grootte van 100 tot 1000 nT). Tegelijkertijd wordt de ionisatie van deeltjes door de zonnewind sterker aan de zonnezijde van de Aarde. De elektrische stromingen die hierdoor worden opgewekt, beïnvloeden het aardmagneetveld. Dit wordt het sq-effect genoemd en het gaat hier om verschillen in de orde van 10 nT.

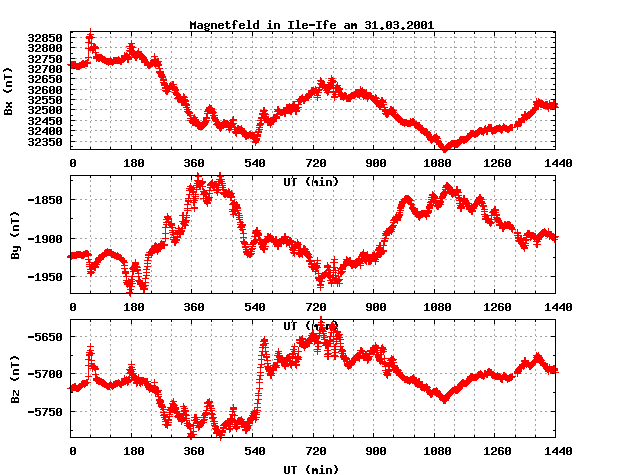
Tijdelijke schommelingen in het aardmagnetisch veld door een magnetische storm op 31 maart 2001, gemeten in Ile-Ife, Nigeria.

Voor de lagere regionen van de atmosfeer vormt de magnetosfeer een soort schild tegen de geladen deeltjes uit de zonnewind. Doordat de veldlijnen van het aardmagnetisch veld bij de magnetische polen loodrecht op het aardoppervlak staan, is deze schildwerking daar minder sterk. Met name in periodes van hoge zonne-activiteit komen stromen van geladen deeltjes hierdoor wel in de hogere delen van de atmosfeer voor. Dit veroorzaakt geomagnetische stormen die we terugzien als poollicht.

### Afname van het magneetveld
Sinds het begin van systematische metingen rond 1830 is de sterkte van het aardmagnetisch veld met ongeveer 10% afgenomen. In de 20e eeuw alleen bedroeg de afname 6%. Dit is een zeer snelle verandering op een geologische tijdschaal gezien, die tot nog toe niet is verklaard. Zo zou volgens berekeningen het veld al na ongeveer 10.000 jaar verdwenen kunnen zijn, vooropgesteld dat de interne opwekking van het magneetveld geheel zou wegvallen. Dit is echter langzamer dan de waargenomen afname, waardoor het vermoeden is ontstaan dat het veld bezig is om te draaien. Hierbij zou een tegenovergesteld veld opgebouwd worden terwijl het huidige veld versneld wordt afgebroken.

### Omkeringen van het veld
In de loop van miljoenen jaren heeft het aardmagnetisch veld zich vaker omgekeerd. Deze omkeringen zijn voor de laatste 160 miljoen jaar redelijk nauwkeurig bekend. Wat daarbij opvalt is dat de omkeringen tegenwoordig, maar ook 150 miljoen jaar geleden, gemiddeld ongeveer elke 300 000 jaar plaatsvinden, maar dat ertussenin een 'stille' periode is geweest waarin er 40 miljoen jaar lang géén omkering plaatsvond. De huidige periode duurt overigens al 780 000 jaar.
De omkeringen worden waarschijnlijk veroorzaakt doordat er veranderingen in de elektrische stromen in het binnenste van de aardkern plaatsvinden. Hierbij zal de sterkte van het veld eerst enkele honderden jaren lang afnemen, om daarna in de tegenovergestelde richting weer toe te nemen.
Door de afname van de sterkte is het goed mogelijk dat de bescherming tegen de zonnewind voor het leven op Aarde vermindert gedurende de komende paar duizend jaar. Er is nog weinig bekend over de precieze gevolgen die een verhoogde dosis zonnewind in de atmosfeer heeft op het klimaat en het leven op Aarde.

## Opwekking van het aardmagnetisch veld
De opwekking van het aardmagnetisch veld is een nog niet geheel verklaard fenomeen uit de magnetohydrodynamica. In het veld buiten de Aarde is er energie opgeslagen in de orde van grootte van exajoules (1018 J). De energie die binnenin de Aarde is opgeslagen, is vermoedelijk twee ordes van grootte meer. Bij de hoeveelheid draaibeweging van het aardmagnetisch veld wordt impulsmoment berekend.
In 2005 werd aangetoond dat het aardmagnetische veld in principe wordt opgewekt in vier regio’s die liggen op de overgang tussen aardkern en aardmantel. De magnetische flux concentreert zich in gebieden onder Noord-Amerika, Siberië en de kust van Antarctica. Men neemt aan dat deze regio’s in de loop van millennia ontstaan en weer verdwijnen door veranderingen in de convectiestroming binnenin de Aarde.

### Dynamotheorie
De meest aanvaarde theorie voor het ontstaan van het aardmagneetveld gaat uit van stromingen in de aardkern. Voor het ontstaan van magnetische velden om hemellichamen moet aan drie voorwaarden worden voldaan:
- Er moet een grote hoeveelheid elektrisch geleidende vloeistof aanwezig zijn. Bij de Aarde wordt aan deze voorwaarde voldaan door de aanwezigheid van een vloeibare buitenkern die grotendeels uit nikkel en ijzer bestaat. De temperaturen in de aardkern liggen ver boven de Curietemperatuur van nikkel en ijzer en daardoor zijn deze twee metalen er niet magnetiseerbaar. Stromingen in de buitenkern kunnen het magneetveld –als bewegende ladingdrager– wel beïnvloeden. Daarvoor moet het materiaal waaruit de buitenkern bestaat geïoniseerd zijn, iets dat bij hoge temperatuur juist gemakkelijker kan.
- Om (convectie-) stromingen in de kern van het hemellichaam op gang te krijgen is een energiebron nodig en in het geval van de Aarde wordt de temperatuur in de binnenkern op minstens 5000°C geschat. Doordat de vaste binnenkern veel warmer is dan de vloeibare buitenkern, wordt de buitenkern van onderen verwarmd. Deze warmtestroom veroorzaakt de convectiestromen in de buitenkern.
- Het hemellichaam moet roteren, waarbij er door interne traagheid een corioliskracht gaat werken op het materie van het hemellichaam. Hierdoor ontstaat een schroefvormige stroming naast de convectiestroom, die de magnetische veldsterkte verhoogt.

Net als bij een dynamo of elektromagneet wordt met het principe van inductie een stroom opgewekt en ontstaat het aardmagneetveld. Men noemt dit de geodynamo, waarbij het aardmagnetisch veld uit kinetische energie van de buitenkern ontstaat.
De corioliskracht zal ervoor zorgen dat de magnetische polen altijd in de buurt van de rotatiepolen van de Aarde liggen.

### Getijdenkrachttheorie
Een alternatieve theorie verklaart het ontstaan van het aardmagnetisch veld uit getijdenkrachten die vooral de Maan, maar ook de Zon en andere planeten op de Aarde uitoefenen. Door deze krachten wordt de Aarde in haar rotatie afgeremd. De krachten werken echter sterker op de aardmantel dan op de aardkern, omdat de van de Maan af gerichte en naar de Maan toe gerichte zijdes van de aardmantel verder uit elkaar liggen dan de weerszijden van de aardkern. De mantel wordt daarom sterker afgeremd dan de aardkern, waardoor de binnenkern iets sneller roteert dan de mantel. Dit is mogelijk vanwege de vloeibare buitenkern die de twee scheidt. Deze beschouwing is met seismologische metingen gestaafd. Door de snellere rotatie van de binnenkern wordt door inductie een stroom opgewekt die het aardmagnetisch veld veroorzaakt.
Men neemt echter over het algemeen aan dat de waargenomen snellere rotatie van de binnenkern door het aardmagnetisch veld zelf wordt aangedreven en niet door getijdenkrachten. De snellere rotatie van de binnenkern is als zodanig een gevolg en niet de oorzaak van het aardmagnetisch veld.

### Convectiemodel
De oorzaak van het ontstaan van het veld wordt gezocht in de convectiestromingen bij de kern van de aarde. Die kern kan worden opgedeeld in een vaste binnenkern en een vloeibare buitenkern. De binnenkern is warmer dan haar omgeving door de grote druk. Daardoor wordt de buitenkern opgewarmd, zorgend voor beweging in de substantie. Dat zijn de convectiecellen die uit zichzelf zijn ontstaan. De buitenkern beweegt waardoor onder invloed van de warmte de ijzeratomen elektronen verliezen. Daardoor ontstaan in de buitenkern enorme elektrische stromen, die weer magnetische velden opwekken. De convectiecellen creëren dus een magneetveld. Doordat de richting van de magneetveldjes tegengesteld van elkaar zijn, is er geen dipolair magneetveld meetbaar. Met deze gegevens zou het aardmagnetisch veld dus niet verklaarbaar zijn. Maar wanneer de convectiecellen niet gelijk zijn, bijvoorbeeld wanneer er kleine verschillen optreden bijvoorbeeld in de grootte of dichtheid, heffen de magneetvelden elkaar niet helemaal meer op. Dan is er aan het oppervlak wel een dipolair magneetveld waardoor het aardmagnetisch veld ontstaat. Deze theorie, die het ontstaan van het aardmagnetische veld verklaart, heet het convectiemodel. Dit model kan naast het aardmagnetisch veld ook andere effecten verklaren, zoals de ‘seculaire variatie’ en de ‘magnetische jerks’. Het convectiemodel is opgezet door onder andere het KNMI, Stichting ‘De Koepel’ en sterrenwacht ‘Sonnenborgh’.

## Onderzoek

### Geschiedenis
In China was de magnetische werking van de Aarde al sinds de 4e eeuw v.Chr. bekend. Deze kennis kwam via de Mongolen in de 12e eeuw in Europa terecht, waar de eerste moderne kompassen werden gebouwd.

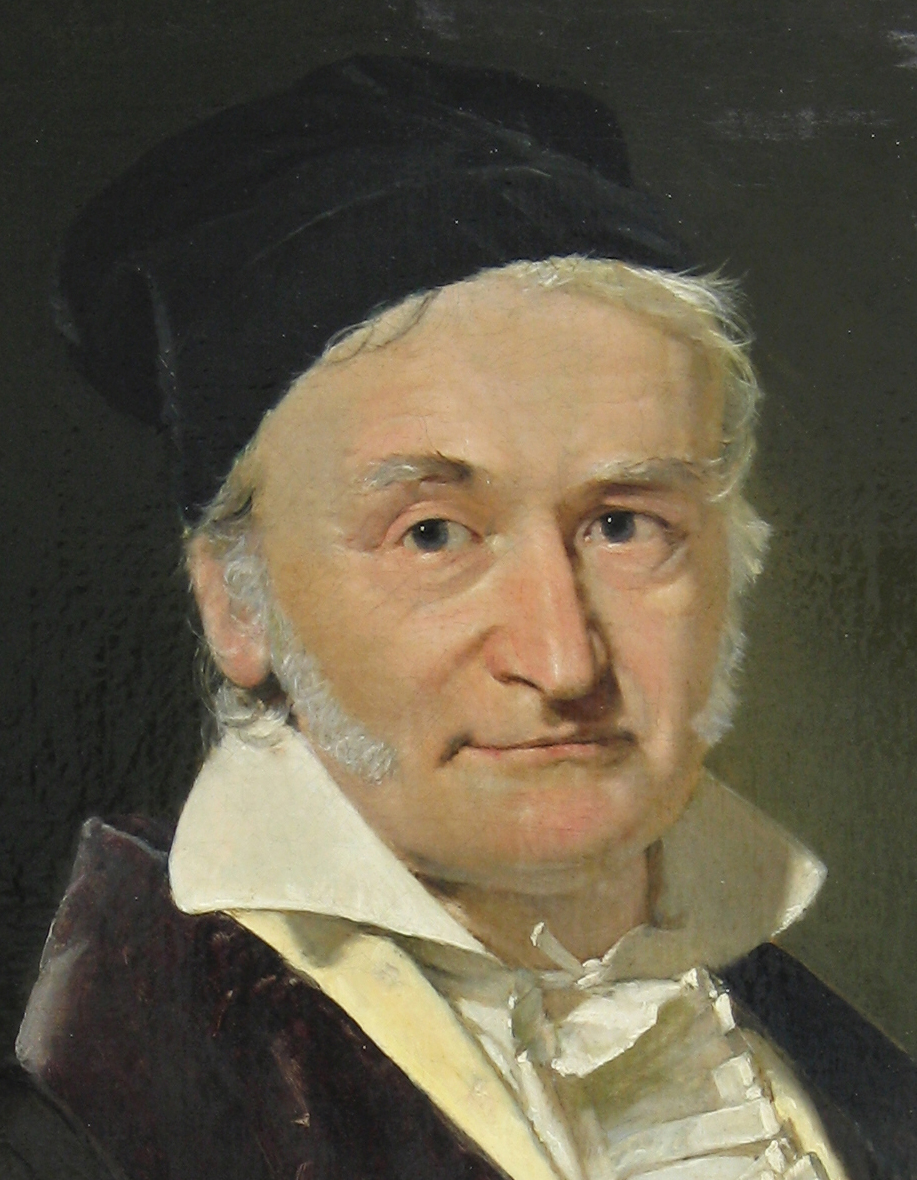
Carl Friedrich Gauss

In 1600 publiceerde de Engelse arts en natuurkundige William Gilbert (1544–1603) zijn werk De Magnete, Magnetisque Corporibus, et de Magno Magnete Tellure, waarin hij aantoonde dat de oorzaak voor de richting van een kompasnaald een magnetisch veld om de Aarde is. De astronoom Henry Gellibrand (1597 – 1636) ontdekte dat het veld niet statisch is, maar langzaam verandert.
In het begin van de 18e eeuw begon men systematische metingen te doen aan het aardmagnetisch veld. Er werd ontdekt dat er in het veld schommelingen optraden die enkele minuten tot dagen konden duren. De Duitse natuurkundige Carl Friedrich Gauss (1777–1855) toonde aan dat de oorsprong van het aardmagnetisch veld in het binnenste van de Aarde ligt en dat de oorzaak van de schommelingen van buiten komt.

### Satellietmetingen
Het aardmagnetisch veld wordt in meer dan tweehonderd meetstations over de wereld systematisch gemeten en in de gaten gehouden. Tegelijkertijd worden observaties met satellieten gedaan. Dit gebeurde voor het eerst in 1980, toen de Amerikaanse satelliet Magsat werd gelanceerd. De nauwkeurigste gegevens komen van de NASA-satelliet CHAMP, die sinds 2000 metingen aan het aardmagnetisch veld doet. Voor 2010 stond de lancering van de satelliet Swarm op het programma. Op 19 september 2013 kwam de eerste van de Swarm-satellieten van ruimtevaartorganisatie ESA echter pas aan bij het kosmodroom Plesetsk in Rusland, kort daarop gevolgd door de rest. De Swarm-satellieten, waarvan de naam nogal ambitieus lijkt, aangezien het slechts om drie exemplaren gaat, werden alle op 22 november 2013 vanaf deze basis gelanceerd met een Rokot-raket. De drie satellieten bestuderen het aardmagnetisch veld tot in detail. Dit verklaart ook de weinig conventionele vorm van de satellieten, die eruitzien als een trapezium met daaraan een 9 m lange steel, die in de ruimte uitschuift. Aan de uiteinden van de steel bevinden zich de sensoren voor het meten van het magneetveld. Op deze manier wordt voorkomen dat magnetische straling van de rest van de kunstmaan de metingen beïnvloedt.

### Geofysische modellering
Sinds 1995 worden ook numerieke computersimulaties gebruikt om te onderzoeken hoe het aardmagnetisch veld in de toekomst zou kunnen gaan veranderen en wat de oorzaken voor veranderingen in het verleden zijn. De rekentijden voor deze simulaties zijn zeer lang: om bijvoorbeeld de verandering van het magneetveld over 300.000 jaar te berekenen is een jaar nodig. De op deze manier berekende modellen zijn zeer realistisch en leveren bevestigingen voor theorieën over het magneetveld. De exacte samenstelling van het binnenste van de Aarde blijft hierbij een grote onzekerheid. Zo zijn bijvoorbeeld driedimensionale turbulentiestromen in de buitenkern nog niet goed te modelleren.
Vanaf de jaren zestig zijn de principes bekend voor het maken van schaalmodellen van de "geodynamo". De materialen die gebruikt worden moeten stromings- en stofeigenschappen hebben die de werkelijkheid benaderen. Lange tijd bleven er extreme schaalverschillen optreden tussen de werkelijkheid en het model. Pas in 2000 lukte het een realistisch magneetveld in een schaalmodel op te wekken, toen de aanwezigheid van vloeibaar natrium in het model werd geïntroduceerd.

## Toepassingen van het aardmagnetisch veld

### Geomagnetisme als exploratiemethode
Zowel wereldwijd als lokaal worden er geomagnetische metingen gedaan. Het in kaart brengen van magnetische anomalieën is naast seismiek een belangrijke methode om structuren in de ondergrond in kaart te brengen. Dit komt onder andere goed van pas bij het zoeken naar grondstoffen. Magnetische metingen worden verder gebruikt in de navigatie en de geodesie. Voor de nauwkeurige vaststelling van de richting van het magnetisch veld, wordt een Boussole-theodoliet gebruikt.

### Opwekken van energie met magneten
Er is weleens voorgesteld dat het aardmagnetisch veld gebruikt kan worden om energie te winnen, wat door een groot aantal tegenstanders wordt afgedaan als pseudowetenschap. Onder de ontwerpers van elektromotoren die worden aangedreven door het aardmagnetisch veld bevinden zich Benjamin Franklin en Oleg Jafimenko. Tot nog toe zijn echter nog geen realistische ontwerpen gemaakt.
De Engelse uitvinder Cromwell Varley ontdekte in 1867 dat een dynamo niet opgestart hoeft te worden door een energiebron. Hij gebruikte het aardmagnetisch veld om door inductie genoeg veldsterkte in de wikkelingen van de stator op te wekken om de dynamo aan het werk te krijgen.

### Dieren en het aardmagnetisch veld
Een aantal soorten dieren –zoals blindmuizen, postduiven, trekvogels, zeeschildpadden, haaien en waarschijnlijk walvissen– zijn in staat het aardmagnetisch veld waar te nemen en dat te gebruiken om zich te oriënteren bij het ondernemen van lange reizen. Dit fenomeen wordt verklaard doordat er zich in de organen van deze dieren ferromagnetische mineralen bevinden.
Een aantal in oppervlaktewater levende micro-aerofiele bacteriën hebben organellen die magnetosomen genoemd worden en die de magnetische mineralen magnetiet of greigiet bevatten. Hierdoor worden de bacteriën parallel aan de veldlijnen van het aardmagnetisch veld gericht. Op het noordelijk halfrond "zwemmen" ze hierdoor naar het zuiden; op het zuidelijk halfrond naar het noorden. Vanwege de inclinatie van het magneetveld zullen ze echter in beide gevallen ook naar onderen zwemmen en in de voor deze soorten bacteriën gebruikelijke bodemmilieus blijven waar de zuurstofconcentraties laag zijn. In de biologie noemt men dit verschijnsel magnetotaxis.

## Paleomagnetisme en paleomagnetische toepassingen

### Paleomagnetisme in de platentektoniek
Veranderingen in het magneetveld van de Aarde worden gebruikt door paleomagnetisme, een wetenschappelijk vakgebied dat continentverschuivingen uit het verleden onderzoekt.

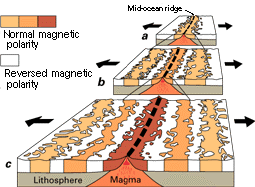
Door het constant aangroeien van de aardkorst bij mid-oceanische ruggen en de omkeringen van het aardmagnetisch veld is de oceaankorst verdeeld in banden van normaal en omgekeerd magnetisme.

IJzerhoudend gesteente –dat boven zijn Curietemperatuur wordt verhit en daarna afkoelt– wordt gemagnetiseerd in de richting van het magneetveld waaraan het blootstaat, normaal gesproken is dat het aardmagnetisch veld. Omdat het aardmagnetisch veld zich eens in de paar honderdduizend jaar omdraait, kan gesteente aan de hand van zijn magnetisme worden gedateerd.
Paleomagnetisme heeft belangrijk bewijs geleverd voor oceanische spreiding, een belangrijk concept binnen de theorie van plaattektoniek. Volgens deze theorie groeit bij mid-oceanische ruggen de aardkorst in een ongeveer continu tempo aan. Bij het in kaart brengen van het magnetisme van de oceaanbodem bleek dit magnetisme zich in stroken voor te doen, nu eens naar het noorden, dan weer naar het zuiden gericht. Dit concept kon via de omkeringen van het aardmagnetisch veld verklaard worden.
Bij platentektoniek bewegen de continenten over het aardoppervlak, waardoor ook de richting van gesteente naar de magnetische polen geleidelijk verandert. Door het paleomagnetisme van een opeenvolging van gesteentelagen vast te stellen kan daarom een grove schatting worden gemaakt hoe het betreffende continent in het verleden heeft bewogen.

### Paleomagnetisme in de paleontologie
Door de afname van het aardmagnetisch veld tijdens een omkering van het aardmagnetisch veld wordt de Aarde aan meer schadelijke straling van de Zon blootgesteld. Aangezien mutaties in genetisch materiaal veroorzaakt worden door deze straling, zou het tempo waarmee genetisch materiaal muteert kunnen versnellen in die periode. Deze opvatting wordt ook ondersteund door onderzoek van paleontologen die met biostratigrafisch onderzoek in tijden van omkeringen een relatief snellere verandering van soorten kleine organismen hebben vastgesteld. Waarschijnlijk zorgt de verhoogde dosis ioniserende straling in deze perioden voor een toename van de mutaties in het DNA, zodat de evolutie in een versnelling raakt.